# Daşoguz
Daşoguz (em russo: Дашогу́з), anteriormente conhecida como Tashauz (até 1992; em russo: Ташау́з), é uma cidade no norte do Turcomenistão e a capital da província homônima. A fronteira com o Uzbequistão se localiza a cerca de dez quilômetros de Daşoguz.

## Geografia
A cidade está situada na latitude 41.833° norte, longitude 59.9667° leste, numa média de 88 metros acima do nível do mar. Está localizada a 460 km de Asgabate, capital do país. É em seu território que se localiza o Lago Sariqamish.

## Demografia
A população de Daşoguz é de 227.184 (estimativa do censo de 2018), sendo predominantemente turcomena e uzbeque. Existem povoamentos em menor número de russos, coreanos, caracalpaques e tártaros. Um grande número de pessoas destas etnias minoritárias foram forçadamente realocadas pelo ex-presidente Saparmurat Niyazov, hoje habitando áreas da periferia da cidade.

## História
Nos primórdios de sua história, Daşoguz era um ponto de parada popular na Rota da Seda, porque possuía um grande oásis e uma fortificação de pedra (daí seu nome, no russo forte de pedra). Fundada como um forte chamado Tashauz no começo do século XIX pelos russos, o seu nome foi alterado pelos turcomenos para Dashkhovuz em 1992 após a independência do país, e finalmente para Daşoguz por ordem do presidente Niyazov em 1999. A cidade apresenta hoje uma urbanização tipicamente soviética, com vários monumentos e museus, assumindo o papel tanto administrativo como cultural na respectiva província. Nacionalmente, é conhecida por alojar a terceira maior população do Turcomenistão e ser um importante polo comercial e tecnológico no país.

## Clima
Daşoguz apresenta o clima desértico frio, de acordo com a classificação climática de Köppen. Possui verões longos e quentes e invernos relativamente curtos, mas muito severos. A precipitação é escassa durante o ano, com a média de 100 mm de chuva.
| Dados climáticos para Daşoguz | Dados climáticos para Daşoguz | Dados climáticos para Daşoguz | Dados climáticos para Daşoguz | Dados climáticos para Daşoguz | Dados climáticos para Daşoguz | Dados climáticos para Daşoguz | Dados climáticos para Daşoguz | Dados climáticos para Daşoguz | Dados climáticos para Daşoguz | Dados climáticos para Daşoguz | Dados climáticos para Daşoguz | Dados climáticos para Daşoguz | Dados climáticos para Daşoguz |
| Mês                           | Jan                           | Fev                           | Mar                           | Abr                           | Mai                           | Jun                           | Jul                           | Ago                           | Set                           | Out                           | Nov                           | Dez                           | Ano                           |
| ----------------------------- | ----------------------------- | ----------------------------- | ----------------------------- | ----------------------------- | ----------------------------- | ----------------------------- | ----------------------------- | ----------------------------- | ----------------------------- | ----------------------------- | ----------------------------- | ----------------------------- | ----------------------------- |
| Média alta °C (°F)            | 0.8 (33.4)                    | 3.7 (38.7)                    | 11.2 (52.2)                   | 21.2 (70.2)                   | 28.8 (83.8)                   | 33.6 (92.5)                   | 35.6 (96.1)                   | 33.1 (91.6)                   | 27.3 (81.1)                   | 18.6 (65.5)                   | 10.4 (50.7)                   | 3.2 (37.8)                    | 18.96 (66.13)                 |
| Média diária °C (°F)          | −3.6 (25.5)                   | −1.5 (29.3)                   | 5.4 (41.7)                    | 14.5 (58.1)                   | 21.5 (70.7)                   | 26.0 (78.8)                   | 28.3 (82.9)                   | 25.7 (78.3)                   | 19.6 (67.3)                   | 11.7 (53.1)                   | 5.0 (41)                      | 1.1 (34)                      | 12.81 (55.06)                 |
| Média baixa °C (°F)           | −8.0 (17.6)                   | −6.7 (19.9)                   | −0.4 (31.3)                   | 7.8 (46)                      | 14.2 (57.6)                   | 18.5 (65.3)                   | 21.0 (69.8)                   | 18.3 (64.9)                   | 12.0 (53.6)                   | 4.8 (40.6)                    | −0.3 (31.5)                   | −1.0 (30.2)                   | 6.68 (44.03)                  |
| Média precipitação mm (pol.)  | 8 (0.31)                      | 8 (0.31)                      | 17 (0.67)                     | 18 (0.71)                     | 12 (0.47)                     | 4 (0.16)                      | 2 (0.08)                      | 1 (0.04)                      | 2 (0.08)                      | 6 (0.24)                      | 10 (0.39)                     | 12 (0.47)                     | 100 (3.93)                    |
| Fonte: Climate-data.org       |                               |                               |                               |                               |                               |                               |                               |                               |                               |                               |                               |                               |                               |

## Transportes
O Aeroporto de Daşoguz conecta os habitantes à capital Asgabate e às principais cidades do Turcomenistão através da Turkemenistan Airlines, a principal linha aérea do país.